# Agapetus apalapsili
Agapetus apalapsili är en nattsländeart som först beskrevs av Malicky 1978.  Agapetus apalapsili ingår i släktet Agapetus och familjen stenhusnattsländor. Inga underarter finns listade i Catalogue of Life.